# I. e. 41
Évszázadok: i. e. 2. század – i. e. 1. század – 1. század
Évtizedek: i. e. 90-es évek – i. e. 80-as évek – i. e. 70-es évek – i. e. 60-as évek – i. e. 50-es évek – i. e. 40-es évek – i. e. 30-as évek – i. e. 20-as évek – i. e. 10-es évek – i. e. 1-es évek – 1-es évek
Évek: i. e. 46 – i. e. 45 –  i. e. 44 – i. e. 43 –  i. e. 42 – i. e. 41 – i. e. 40 – i. e. 39 – i. e. 38 – i. e. 37 – i. e. 36

## Események

### Róma
- Publius Servilius Vatia Isauricust (másodszor) és Lucius Antonius Pietast választják consulnak.
- Marcus Antonius Athénban telel. Octavianus visszatér Rómába, ahol bejelenti a béke helyreálltát, felügyeli a szenátus által elrendelt ünnepségek lebonyolítását, a veteránok itáliai letelepítését és felkészül a Szicíliát megszálló Sextus Pompeius elleni harcra.
- Antonius előbb Epheszoszba (ahol különadó megfizetésére szólítja fel Asia provincia városait), majd a ciliciai Tarsusba megy. A városba hívja VII. Kleopátra egyiptomi királynőt, hogy indokolja meg a Cassius és Brutus elleni segítség elmaradását.
- Nyár végén Kleopátra Tarszoszba érkezik és elcsábítja Antoniust. Az év végén együtt utaznak Egyiptomba és egy hatalmas keleti birodalom megalapítását tervezgetik.
- Kleopátra felbujtására Antonius meggyilkoltatja annak húgát, IV. Arszinoét, aki az epheszoszi Artemisz-templomban keresett menedéket.
- Decemberben Marcus Antonius felesége, Fulvia és öccse, Lucius Antonius consul fegyveres felkelést szít a letelepített veteránok körében Octavianus ellen és egy rövid időre Rómát is sikerül elfoglalniuk. Végül Perusiába kénytelenek visszavonulni, ahol Octavianus ostrom alá veszi őket.

## Születések
- Caius Asinius Gallus Saloninus, római politikus, író

## Halálozások
- IV. Arszinoé, egyiptomi királynő

## Fordítás
- Ez a szócikk részben vagy egészben  a(z)   41 av. J.-C. című francia Wikipédia-szócikk ezen változatának fordításán alapul.  Az eredeti cikk szerkesztőit annak laptörténete sorolja fel. Ez a jelzés csupán a megfogalmazás eredetét és a szerzői jogokat jelzi, nem szolgál a cikkben szereplő információk forrásmegjelöléseként.